# Ulica Furmańska w Warszawie
Ulica Furmańska – ulica w dzielnicy Śródmieście w Warszawie.

## Historia
Ulica powstała w XVII wieku jako droga biegnąca wzdłuż płynącej tam wtedy Wisły. Rzeka odsunęła się od skarpy w połowie stulecia, zaś sama Furmańska prowadziła z Mariensztatu do jurydyki Stanisławów, założonej w roku 1768. Nazwa, nadana w 1770, nawiązywała do licznych w okolicy wozowni i stajni. 
Zachodnią stronę ulicy wypełniło zaplecze kościoła Wniebowzięcia NMP i św. Józefa Oblubieńca przy ul. Krakowskie Przedmieście. Przed rokiem 1780 powstała kamienica Wawrzyńca Morawskiego wystawiona u zbiegu z ul. Bednarską; do roku 1818 powstały trzy kolejne domy, jednak przy Furmańskiej przeważała zabudowa drewniana.
W 1821 Fryderyk Albert Lessel rozbudował kamienicę Wawrzyńca Collina przy ul. Bednarskiej, wystawiając wzdłuż Furmańskiej jej nowe skrzydło. Przed 1844 powstały jeszcze dwie kamienice, jednak po tym czasie ruch budowlany w okolicy znacznie zmalał. Część posesji przeszła w ręce Żydów. Zabudowa ulicy kilkakrotnie była niszczona wodami wielkich powodzi z lat m.in. 1884 i 1867.
Pod koniec XIX wieku przy ulicy wzniesiono kamienice czynszowe i oficyny przewyższające domy frontowe. Do roku 1939 Furmańska była zamieszkana głównie przez ubogą ludność. 
W roku 1944 cała zabudowa została spalona; kilka domów całkowicie legło w gruzach. Ich relikty rozebrano w roku 1946, pozostawiając wolną przestrzeń i otwierając tym samym widok na kościół Wniebowzięcia NMP i św. Józefa Oblubieńca.